# Isla Calseraigne
Isla Calseraigne o Isla Plana (en francés: Île Calseraigne, o île Plane) es una isla deshabitada de Francia, en el archipiélago de Riou, al sur de Marsella. Su altitud máxima es de 22 metros.
El relieve de la isla es llano en comparación con otras islas del archipiélago. De ahí que la isla también reciba el nombre de «Plana». El litoral es también regular, con la excepción de una formación de una brecha en la costa norte de la cala Pouars. La orientación de esta cala lo convierte en un refugio seguro para las embarcaciones cuando sopla el viento Mistral. Esta característica sería la fuente de otro nombre para la isla, «Calseraigne», que proviene de la expresión «cala serena».
El acceso a la isla se limita estrictamente a la franja costera de Pouars.